# Monumento a Washington Grays
El Monumento a Washington Grays, también conocido como el Voluntario de Pensilvania, es una estatua de bronce situada en 140 South Broad Street en el Center City de Filadelfia, en el estado de Pensilvania (Estados Unidos) de John A. Wilson. El monumento representa a los Washington Grays que sirvieron en las milicias de Pensilvania 17, 21 y 49 durante la Guerra de Secesión. En 1925, casi 20 años después de que se hiciera la escultura, el renombrado escultor e historiador del arte Lorado Taft escribió: "Ninguna escultura estadounidense ha superado el poder convincente que John A. Wilson puso en su firme e inmóvil 'Voluntario de Pensilvania'". Joseph Wilson construyó la base del monumento que se inauguró el 19 de abril de 1872. Más de 35 años después, el mismo Wilson esculpió la estatua, que se dedicó el 18 de abril de 1908 en Washington Square y se volvió a dedicar el 14 de junio de 1991 en su ubicación actual frente a Union League of Philadelphia. La escultura se encuentra junto a la escultura 1er Regimiento de Infantería de la Guardia Nacional de Filadelfia.

## Historia

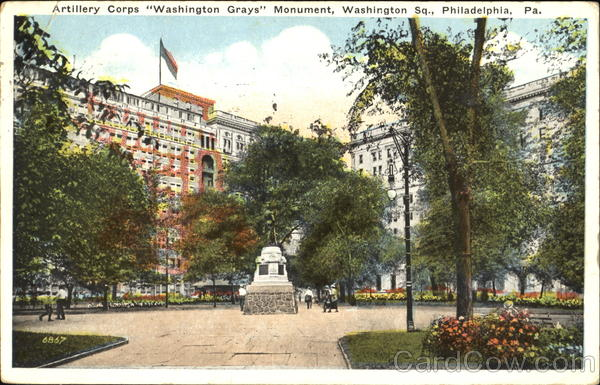
Monumento en Washington Square (Filadelfia) (ubicación entre 1908 y 1954)

El 21 de octubre de 1871, los Fideicomisarios recibieron una comunicación de Edwin N. Benson, miembro honorario del Cuerpo, ofreciendo "la suma de dos mil dólares para sufragar los gastos de erigir un monumento de granito, en un lugar adecuado"., a la memoria de los valientes camaradas caídos en la guerra por la Unión”, sugiriendo que se complete y dedique con motivo del semicentenario del Cuerpo.
La base del monumento se inauguró en la intersección de Broad Street y Girard Avenue, con impresionantes y apropiadas ceremonias a las 3 de la tarde el viernes 19 de abril de 1872 y el día concluyó con un banquete en el que participaron 300 personas, en el Hotel Continental. Posteriormente, el monumento fue retirado del lugar de su dedicación al centro de Washington Square.
En una reunión de la "Vieja Guardia del Cuerpo de Artillería, Washington Grays", celebrada el 22 de febrero de 1906, se nombró un comité compuesto por los Fideicomisarios y el Camarada Capitán John O. Foering para adquirir y erigir sobre la base del monumento en Washington Square una figura de bronce de un "Washington Grey" con el uniforme antiguo. El Comité informó en la reunión del 4 de mayo de 1908, que habían cumplido con el deber que se les asignó, y sufragaron el costo total (5000 dólares) de la Tesorería de la vieja Guardia sin ayuda de ninguna otra fuente, y que la cifra había sido realizado por John A. Wilson y había sido descubierto sin ceremonia en presencia de los pocos miembros supervivientes de la vieja Guardia a las 7 de la mañana del sábado 18 de abril de 1908.
John Oppell Foering describió el monumento:
« Es la figura de un caballero convertido en soldado, que ha dado la espalda a los encantos y atractivos de la vida pacífica, resuelto a hacer, a atreverse, tal vez a morir por su país en obediencia al instinto de patriotismo imbuido en el primero. momentos de la vida, mientras yacía como un bebé indefenso escuchando los latidos del corazón de su madre. Si la lección que enseña se aprende correctamente, el amor a la patria será inmortal, y generaciones incalculables aceptarán como verdad, "mayor amor que este no tiene hombre, que da su vida por su hermano" ».
En 1954 el monumento fue trasladado a Lemon Hill y permaneció desprotegido durante casi cuatro décadas. El soldado gris anónimo sufrió el descuido de un público desinteresado. En este periodo la estatua perdió la punta de la bayoneta y el penacho del gorro. El monumento fue trasladado a su ubicación actual en 1991.

## Galería

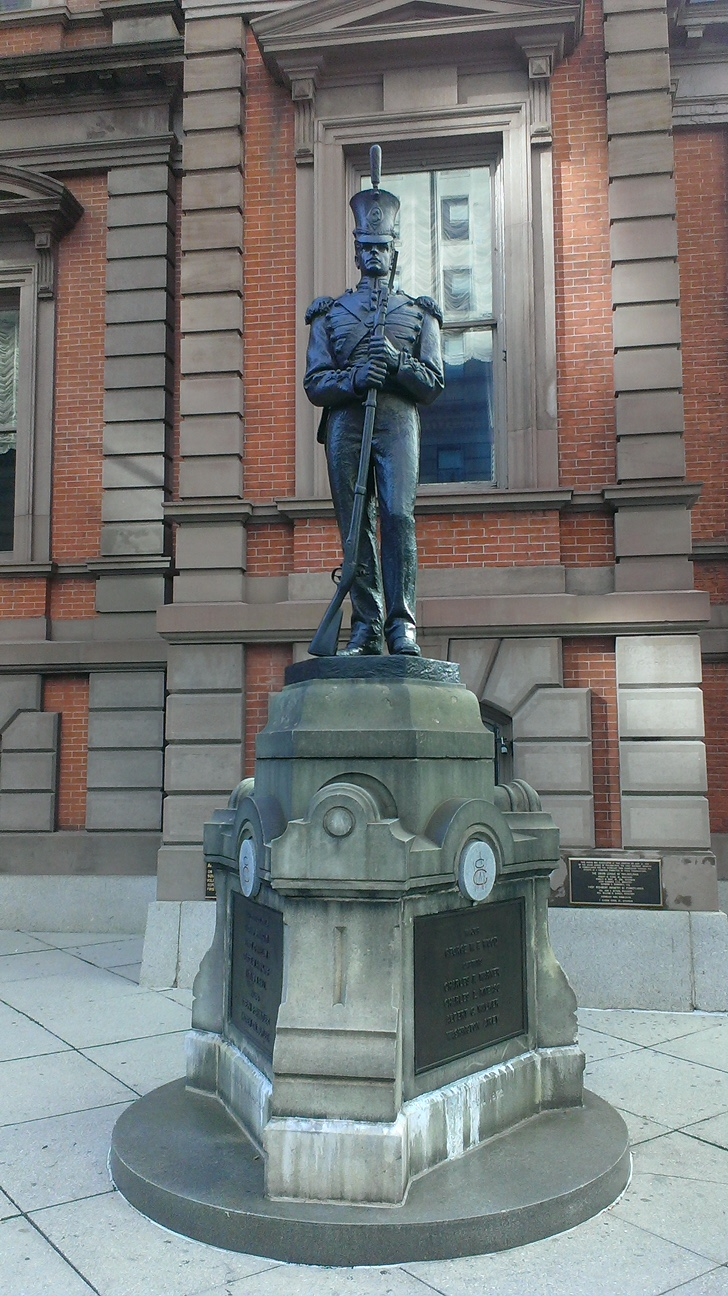
Monumento a Washington Grays
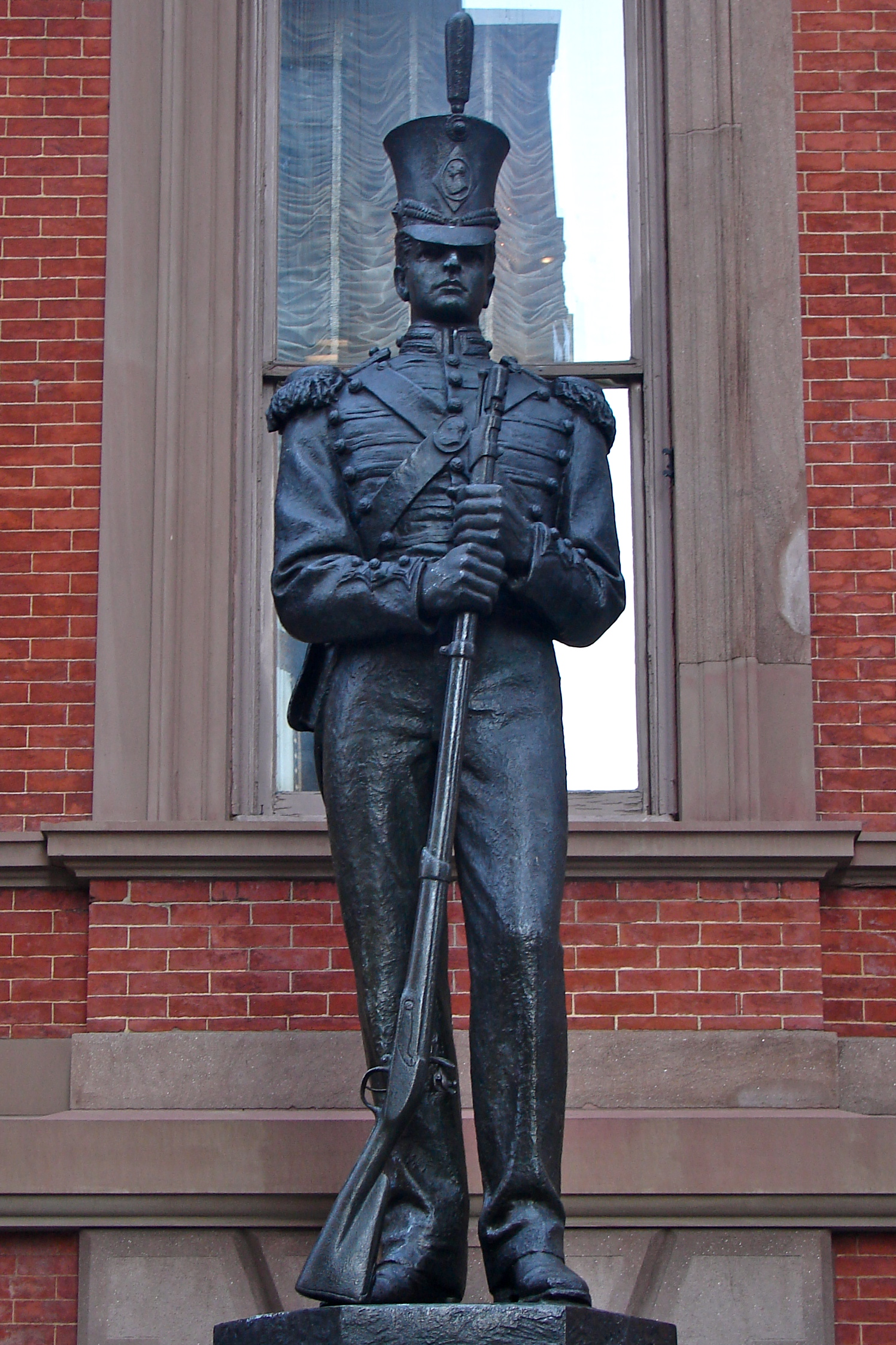
Monumento a Washington Grays
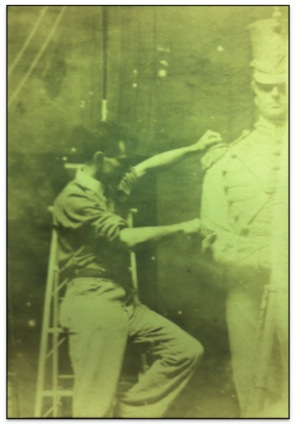
John A Wilson trabajando en el monumento